# Spragueanella
Spragueanella är ett släkte av tvåhjärtbladiga växter. Spragueanella ingår i familjen Loranthaceae.
Kladogram enligt Catalogue of Life:
| Spragueanella | \| \| Spragueanella curta \| \| \| \| \| \| Spragueanella rhamnifolia \| \| \| \| |
|               | \| \| Spragueanella curta \| \| \| \| \| \| Spragueanella rhamnifolia \| \| \| \| |
|               | Spragueanella curta                                                               |
|               |                                                                                   |
|               | Spragueanella rhamnifolia                                                         |
|               |                                                                                   |